# Široka hrbtna mišica
Široka hrbtna mišica (latinsko musculus latissimus dorsi) je velika mišica na hrbtu. Tvori zadajšno pazdušno gubo. Izvira iz trnastih odrastkov zadnjih petih prsnih vretenc, vseh ledenih vretenc, črevničnega grebena, prsnično - ledvene (torakolumbalne) aponevroze in dvanajstega rebra ter se pripenja na intertuberkularni greben nadlaktnice.
Široka hrbtna mišica skrbi za retrofleksijo, primikanje in notranjo rotacijo ramenskega sklepa. Pri fiksiranem zgornjem udu lahko dviga trup in rebra. Je tudi pomožna ekspiracijska mišica pri forsiranem izdihu.
Oživčuje jo thoracodorsalni živec (C6 do C8).